# Équipe des îles Turques-et-Caïques féminine de football
Cet article traite de l'équipe féminine. Pour l'équipe masculine, voir Équipe des Îles Turques-et-Caïques de football.
Maillots
L'équipe des Îles Turques-et-Caïques féminine de football est l'équipe nationale qui représente les Îles Turques-et-Caïques dans les compétitions internationales de football féminin. Elle est gérée par la Fédération des Îles Turques-et-Caïques de football.
La sélection n'a jamais disputé une phase finale d'une compétition majeure de football féminin, que ce soit le Championnat féminin de la CONCACAF, la Coupe du monde ou les Jeux olympiques.